# Campeonato Mundial de Biatlón de 2013 – Relevos masculino
El evento de Relevos masculino del Campeonato Mundial de Biatlón de 2013 se llevó a cabo el 16 de febrero de 2013, donde participaron 29 naciones, en un circuito  de 4 X 7,5 km.

## Resultado
La carrera comenzó a las 15:15 (hora local).
| Pos.              | Núm. | Equipo                                                                                               | Tiempo                                    | Penalizaciones (T+P)                    | Dif. de tiempo |
| ----------------- | ---- | --- | ----------------------------------------- | --------------------------------------- | -------------- |
| Medalla de oro    | 3    | Noruega · Ole Einar Bjørndalen · Henrik L'Abee-Lund · Tarjei Bø · Emil Hegle Svendsen                | 1:15:39.0 18:34.9 18:50.2 18:52.4 19:21.5 | 0+2 0+3 0+1 0+2 0+0 0+0 0+1 0+0 0+0 0+1 |                |
| Medalla de plata  | 1    | Francia Simon Fourcade Jean-Guillaume Béatrix Alexis Bœuf Martin Fourcade                            | 1:16:51.8 18:58.8 19:10.4 19:35.3 19:07.3 | 0+0 0+7 0+0 0+3 0+0 0+1 0+0 0+2         | +1:12.8        |
| Medalla de bronce | 5    | Alemania · Simon Schempp · Andreas Birnbacher · Arnd Peiffer · Erik Lesser                           | 1:16:57.5 18:30.8 18:54.6 19:08.7 20:23.4 | 0+0 2+3 0+0 0+0 0+0 2+3                 | +1:18.5        |
| 4                 | 2    | Rusia · Anton Shipulin · Evgeny Ustyugov · Evgeniy Garanichev · Dmitry Malyshko                      | 1:17:03.1 18:35.2 18:59.1 20:13.6 19:15.2 | 0+1 2+6 0+0 0+1 0+0 2+3 0+1 0+1         | +1:24.1        |
| 5                 | 4    | Austria · Simon Eder · Daniel Mesotitsch · Christoph Sumann · Dominik Landertinger                   | 1:17:17.9 18:37.5 19:11.0 19:53.0 19:36.4 | 0+0 0+5 0+0 0+0 0+0 0+2 0+0 0+1 0+0 0+2 | +1:38.9        |
| 6                 | 8    | República Checa · Michal Šlesingr · Ondřej Moravec · Jaroslav Soukup · Michal Krčmář                 | 1:18:29.1 18:34.8 19:34.1 20:05.1 20:15.1 | 0+3 0+6 0+0 0+1 0+2 0+2 0+1 0+2 0+0 0+1 | +2:50.1        |
| 7                 | 11   | Italia · Christian De Lorenzi · Dominik Windisch · Christian Martinelli · Lukas Hofer                | 1:18:43.9 19:50.2 19:19.9 20:18.2 19:15.6 | 0+3 1+6 0+0 1+3 0+2 0+0 0+1 0+1 0+0 0+2 | +3:04.9        |
| 8                 | 19   | Canadá · Jean-Philippe Leguellec · Scott Gow · Nathan Smith · Scott Perras                           | 1:18:44.7 18:54.9 20:22.4 19:41.1 19:46.3 | 0+4 0+5 0+1 0+1 0+2 0+1 0+1 0+0 0+0 0+3 | +3:05.7        |
| 9                 | 15   | Bulgaria Michail Kletcherov Miroslav Kenanov Vladimir Iliev Krasimir Anev                            | 1:80:50.6 19:07.0 20:15.7 19:39.4 19:48.5 | 0+2 0+3 0+1 0+0 0+0 0+1 0+1 0+1 0+0 0+1 | +3:11.6        |
| 10                | 9    | Eslovaquia · Dušan Šimočko · Pavol Hurajt · Matej Kazár · Miroslav Matiaško                          | 1:19:06.8 19:23.2 19:52.0 19:22.0 20:29.6 | 0+5 0+4 0+1 0+0 0+1 0+2 0+2 0+1 0+1 0+1 | +3:27.8        |
| 11                | 6    | Suecia · Carl Johan Bergman · Björn Ferry · Tobias Arwidson · Fredrik Lindström                      | 1:19:26.7 19:42.0 19:32.2 20:19.1 19:53.4 | 0+6 1+4 0+2 1+3 0+1 0+1 0+2 0+0 0+1 0+0 | +3:47.7        |
| 12                | 13   | Estados Unidos Lowell Bailey Tim Burke Russell Currier Leif Nordgren                                 | 1:19:40.8 19:13.2 19:47.8 20:21.4 20:18.4 | 0+3 0+9 0+0 0+3 0+2 0+2 0+0 0+1 0+1 0+3 | +4:01.8        |
| 13                | 10   | Eslovenia Peter Dokl Klemen Bauer Janez Marič Jakov Fak                                              | 1:19:54.0 19:41.3 20:13.3 20:46.8 19:12.6 | 0+5 1+6 0+3 0+1 0+0 1+3 0+2 0+2 0+0 0+0 | +4:15.0        |
| 14                | 7    | Ucrania · Serhiy Semenov · Andriy Deryzemlya · Artem Pryma · Sergei Sednev                           | 1:20:06.1 19:12.5 19:13.1 20:27.0 21:13.5 | 0+4 1+4 0+2 0+0 0+0 0+0 0+2 0+1 0+0 1+3 | +4:27.1        |
| 15                | 14   | Bielorrusia · Evgeny Abramenko · Sergey Novikov · Vladimir Chepelin · Aliaksandr Babchyn             | 1:20:39.5 20:05.1 19:43.8 20:11.6 20:39.0 | 0+0 1+8 0+0 1+3 0+0 0+1 0+0 0+2         | +5:00.5        |
| 16                | 17   | Estonia Kauri Kõiv Indrek Tobreluts Roland Lessing Danil Steptsenko                                  | 1:21:01.8 19:41.7 19:54.0 20:15.2 21:10.9 | 0+5 0+4 0+1 0+2 0+1 0+1 0+0 0+0 0+3 0+1 | +5:22.8        |
|                   | 25   | China Chen Haibin Ren Long Li Zhonghai Li Xuezhi                                                     | 1 vuelta 19:34.1 20:19.6 20:29.6          | 0+2 2+8 0+0 0+1 0+2 0+1 0+0 0+3 0+0 2+3 |                |
|                   | 12   | Suiza · Ivan Joller · Benjamin Weger · Claudio Böckli · Mario Dolder                                 | 1 vuelta 19:31.0 19:39.7 20:32.7          | 0+4 3+8 0+1 0+1 0+0 0+1 0+2 0+3 0+1 3+3 |                |
|                   | 23   | Rumania · Remus Faur · Ștefan Gavrilă · Roland Gerbacea · Cornel Puchianu                            | 1 vuelta 20:36.4 20:45.5 20:59.3          | 0+7 0+8 0+3 0+1 0+3 0+3 0+0 0+3 0+1 0+1 |                |
|                   | 16   | Kazajistán · Alexsandr Chervyhkov · Yan Savitskiy · Sergey Naumik · Dias Keneshev                    | 1 vuelta 20:55.3 20:15.8 20:45.3          | 0+1 0+3 0+0 0+1 0+1 0+1 0+0 0+1 0+0 0+0 |                |
|                   | 21   | Finlandia · Ahti Toivanen · Jarkko Kauppinen · Mika Kaljunen · Ville Simola                          | 1 vuelta 20:08.3 20:23.4 21:33.7          | 0+5 1+4 0+0 1+3 0+1 0+1 0+3 0+0 0+1 0+0 |                |
|                   | 24   | Letonia Edgars Piksons Andrejs Rastorgujevs Rolands Pužulis Oskars Muižnieks                         | 1 vuelta 20:06.1 19:21.0 21:25.4          | 2+6 0+3 0+1 0+1 0+1 0+2 0+1 0+0 2+3 0+0 |                |
|                   | 22   | Reino Unido Lee-Steve Jackson Kevin Kane Pete Beyer Marcel Laponder                                  | 1 vuelta 20:37.2 20:32.3 21:40.5          | 0+3 0+3 0+3 0+2 0+0 0+0 0+0 0+1 0+0 0+0 |                |
|                   | 28   | Corea del Sur Jun Je-Uk Lee In-Bok Lee Su-Young Kim Yong-Gyu                                         | 1 vuelta 20:09.0 21:02.0 21:38.8          | 0+5 1+5 0+2 0+1 0+0 0+0 0+1 0+1 0+2 1+3 |                |
|                   | 26   | Lituania · Tomas Kaukėnas · Karol Dombrovski · Karolis Zlatkauskas · Aleksandr Lavrinovič            | 1 vuelta 19:13.8 21:16.0 22:28.8          | 0+6 3+9 0+1 0+2 0+0 1+3 0+2 2+3 0+3 0+1 |                |
|                   | 18   | Japón Junji Nagai Hidenori Isa Sho Wakamatsu Ryo Maeda                                               | 1 vuelta 19:15.1 21:19.5 21:50.8          | 0+4 2+9 0+1 0+0 0+1 0+3 0+0 0+3 0+2 2+3 |                |
|                   | 27   | Serbia Damir Rastić Emir Hrkalović Milanko Petrović Edin Hodžić                                      | 1 vuelta 21:02.9 21:18.7 21:44.2          | 1+5 1+5 0+2 0+2 0+0 0+0 1+3 1+3 0+0 0+0 |                |
|                   | 20   | Polonia · Łukasz Szczurek · Adam Kwak · Krzysztof Plywaczyk · Lukasz Slonina                         | 1 vuelta 21:15.0 21:31.5 20:30.6          | 0+3 4+9 0+0 3+3 0+2 0+2 0+0 0+1 0+1 1+3 |                |
|                   | 29   | España · Samuel Pulido Serrano · Víctor Lobo Escolar · Manuel Fernández Musso · Pedro Quintana Arias | 1 vuelta 20:39.5 22:14.5 25:48.6          | 1+4 3+3 0+1 0+0 0+0 0+0 1+3 3+3 0+0     |                |